# Agathosma hirsuta
Agathosma hirsuta är en vinruteväxtart som beskrevs av Neville Stuart Pillans. Agathosma hirsuta ingår i släktet Agathosma och familjen vinruteväxter. Inga underarter finns listade i Catalogue of Life.